# India op de Olympische Zomerspelen 2004
India nam deel aan de Olympische Zomerspelen 2004 in Athene, Griekenland. Sinds 1980 had India nooit meer gehaald dan twee keer een bronzen medaille. Dit keer werd in het schieten zilver gewonnen.

## Medailleoverzicht
| Sport       | Olympiër                  | Discipline     | Medaille |
| ----------- | ------------------------- | -------------- | -------- |
| Schietsport | Rajyavardhan Singh Rathor | dubbeltrap (m) | Zilver   |

## Deelnemers en resultaten

### Atletiek
| Olympiër                                                               | Discipline       | Resultaat | Prestatie                                                      |
| ---------------------------------------------------------------------- | ---------------- | --------- | -------------------------------------------------------------- |
| K. M. Binu                                                             | 400m (m)         | 19e       | serie 5: 3de in 45,48 (NR) halve finale 2: 6de in 45,97        |
| Bahadur Singh                                                          | kogelstoten (m)  | DNF       | kwalificatie groep A: geen geldige poging                      |
| Vikas Gowda                                                            | discuswerpen (m) | 14e       | kwalificatie groep B: 8ste met 61,39m                          |
| Anil Kumar                                                             | discuswerpen (m) | DNF       | kwalificatie groep A: geen geldige poging                      |
| 7                                                                      |                  |           |                                                                |
| Saraswati Saha                                                         | 200m (v)         | 33e       | serie 3: 5de in 23,43                                          |
| K. M. Beenamol Sathi Geetha Manjit Kaur Rajwinder Kaur Chitra K. Soman | 4x400m (v)       | 7e        | serie 2: 3de in 3.26,89 (NR) finale: 7de in 3.28,51            |
| Anju Bobby George                                                      | verspringen (v)  | 5e        | kwalificatie groep A: 5de met 6,69m finale: 5de met 6,83m (NR) |
| Bobby Aloysius                                                         | hoogspringen (v) | 28e       | kwalificatie groep A: 13de met 1,85m                           |
| Seema Antil                                                            | discuswerpen (v) | 14e       | kwalificatie groep B: 7de met 60,64m                           |
| Harwant Kaur                                                           | discuswerpen (v) | 13e       | kwalificatie groep A: 7de met 60,82m                           |
| Neelam Jaswant Singh                                                   | discuswerpen (v) | 17e       | kwalificatie groep B: 9de met 60,26m                           |
| Soma Biswas                                                            | zevenkamp (v)    | 24e       | 5965 punten                                                    |
| Shobha Javur                                                           | zevenkamp (v)    | 11e       | 6172 punten                                                    |

### Badminton
| Olympiër           | Discipline    | Resultaat | Prestatie                                                                                           |
| ------------------ | ------------- | --------- | --------------------------------------------------------------------------------------------------- |
| Abhinn Shyam Gupta | enkelspel (m) | 17e       | 1ste ronde: V van KOR Park: 0-2 (12-15, 0-15)                                                       |
| Nikhil Kanetkar    | enkelspel (m) | 9e        | 1ste ronde: W van ESP Llopis: 2-1 (15-7, 13-15, 15-13) 2de ronde: V van DEN Gade: 0-2 (10-15, 6-15) |
|                    |               |           | |
| Aparna Popat       | enkelspel (v) | 9e        | 1ste ronde: W van RSA Edwards: 2-0 (11-6, 11-3) 2de ronde: V van NED Audina: 1-2 (11-9, 1-11, 3-11) |

### Boksen
| Olympiër       | Discipline | Resultaat | Prestatie                                                                                        |
| -------------- | ---------- | --------- | ------------------------------------------------------------------------------------------------ |
| Akhil Kumar    | -51kg (m)  | 17e       | 1ste ronde: V van FRA Thomas: 16-37                                                              |
| Diwakar Prasad | -54kg (m)  | 9e        | 1ste ronde: W van MAR Bighrade: 25-17 2de ronde: V van NGR Bolum: scheidsrechterlijke beslissing |
| Vijender Singh | -64kg (m)  | 17e       | 1ste ronde: V van TUR Karagöllü: 20-25                                                           |
| Jitender Kumar | -81kg (m)  | 17e       | 1ste ronde: V van UKR Fedchuk: scheidsrechterlijke beslissing                                    |

### Boogschieten
| Olympiër                                     | Discipline      | Resultaat | Prestatie |
| -------------------------------------------- | --------------- | --------- | --- |
| Satyadev Prasad                              | individueel (m) | 9e        | plaatsingsronde: 48ste met 634 punten 1ste ronde: W van JPN Hamano: 155-150 2de ronde: W van NED van der Hoff: 158-155 3de ronde: V van KOR Im: 165-167 |
| Tarundeep Rai                                | individueel (m) | 33e       | plaatsingsronde: 32ste met 647 punten 1ste ronde: V van GRE Karageorgiou: 143-147                                                                       |
| Majhi Sawaiyan                               | individueel (m) | 33e       | plaatsingsronde: 22ste met 657 punten 1ste ronde: V van USA Wunderle: 128-145                                                                           |
| Satyadev Prasad Tarundeep Rai Majhi Sawaiyan | team (m)        | 9e        | plaatsingsronde: 10de met 1938 punten 1ste ronde: V van Australië: 236-248                                                                              |
|                                              |                 |           | |
| Dola Banerjee                                | individueel (v) | 9e        | plaatsingsronde: 13de met 642 punten 1ste ronde: V van RSA Lewis: 131-141                                                                               |
| Reena Kumari                                 | individueel (v) | 9e        | plaatsingsronde: 43ste met 620 punten 1ste ronde: W van GEO Esebua: 153-149 2de ronde: W van BHU Choden: 134-134 3de ronde: V van TPE Yuan: 148-166     |
| Sumangala Sharma                             | individueel (v) | 17e       | plaatsingsronde: 20ste met 638 punten 1ste ronde: W van TPE Chen: 142-133 2de ronde: V van RSA Lewis: 153-157                                           |
| Dola Banerjee Reena Kumari Sumangala Sharma  | team (v)        | 5e        | plaatsingsronde: 5de met 1900 punten 1ste ronde: W van Groot-Brittannië: 230-228 kwartfinale: V van Frankrijk: 227-228                                  |

### Gewichtheffen
| Olympiër          | Discipline | Resultaat | Prestatie                                                     |
| ----------------- | ---------- | --------- | ------------------------------------------------------------- |
| Kunjarani Devi    | -48kg (m)  | 4e        | trekken: 4de met 82,5kg stoten: 4de met 107,5kg totaal: 190kg |
| Sanamacha Chanu   | -53kg (m)  | DSQ       |                                                               |
| Karnam Malleswari | -63kg (m)  | DNF       | trekken: geen geldige poging                                  |

### Hockey
| Olympiër | Discipline | Resultaat | Prestatie |
| --- | ---------- | --------- | --- |
| Devesh Chauhan Dilip Tirkey Sandeep Singh Ignace Tirkey Prabjoth Singh Deepak Thakur Dhanraj Pillay Baljit Singh Dhillon Gagan Ajit Singh Adrian D'Souza William Xalco Viren Rasquinha Arjun Halappa Adam Sinclair Harpal Singh Vikram Pillay | mannen     | 7e        | groep B: 4de V van Nederland: 1-3 W van Zuid-Afrika: 4-2 V van Australië: 3-4 V van Nieuw-Zeeland: 1-2 G van Argentinië: 2-2 5-8ste plek: V van Pakistan: 0-3 7-8ste plek: W van Zuid-Korea: 5-2 |

| Groep B |               |             |             |             |             |            |            |            |        |
| #       | Land          | Wedstrijden | Wedstrijden | Wedstrijden | Wedstrijden | Doelpunten | Doelpunten | Doelpunten | Punten |
| #       | Land          | G           | W           | G           | V           | V          | T          | Saldo      | Punten |
| 1       | Nederland     | 5           | 5           | 0           | 0           | 16         | 9          | +7         | 11     |
| 2       | Australië     | 5           | 3           | 1           | 1           | 14         | 10         | +4         | 8      |
| 3       | Nieuw-Zeeland | 5           | 3           | 0           | 2           | 13         | 11         | +2         | 8      |
| 4       | India         | 5           | 1           | 1           | 3           | 11         | 13         | −2         | 5      |
| 5       | Zuid-Afrika   | 5           | 1           | 0           | 4           | 9          | 15         | −6         | 5      |
| 6       | Argentinië    | 5           | 0           | 2           | 3           | 8          | 13         | −5         | 2      |

| Ronde       | Datum  | Plaats      | Land | Score         | Land |
| ----------- | ------ | ----------- | ---- | ------------- | ---- |
| Groepsfase  |        |             |      |               |      |
| 15 augustus | Athene | Nederland   | 3-1  | India         |      |
| 17 augustus | Athene | Zuid-Afrika | 2-4  | India         |      |
| 19 augustus | Athene | Australië   | 4-3  | India         |      |
| 21 augustus | Athene | India       | 1-2  | Nieuw-Zeeland |      |
| 23 augustus | Athene | India       | 2-2  | Argentinië    |      |
| 5-8ste plek |        |             |      |               |      |
| 25 augustus | Athene | Pakistan    | 3-0  | India         |      |
| 7-8ste plek |        |             |      |               |      |
| 27 augustus | Athene | Zuid-Korea  | 2-5  | India         |      |

### Judo
| Olympiër   | Discipline | Resultaat | Prestatie |
| ---------- | ---------- | --------- | --- |
| Akram Shah | -60kg (m)  | 9e        | 1ste ronde: V van MGL Tsagaanbaatar: ippon herkansingen: W van USA Williams-Murray: ippon herkansingen 2: V van KOR Choi: ippon |

### Roeien
| Olympiër               | Discipline | Resultaat | Prestatie |
| ---------------------- | ---------- | --------- | --- |
| Paulose Pandari Kunnel | skiff (m)  | 27e       | serie 3: 5de in 8.00,11 herkansingen: 4de in 7.29,47 halve finale D/E: 5de in 7.48,38 finale E: 3de in 7.22,63 |

### Schietsport
| Olympiër                   | Discipline                 | Resultaat | Prestatie                                                                            |
| -------------------------- | -------------------------- | --------- | ------------------------------------------------------------------------------------ |
| Abhinav Bindra             | 10m luchtgeweer (m)        | 7e        | kwalificatie: 3de met 597 punten (99-100-99-100-100-99) finale: 7de met 694,6 punten |
| Gagan Narang               | 10m luchtgeweer (m)        | 12e       | kwalificatie: 12de met 593 punten (99-97-99-99-99-100)                               |
| Manavjit Singh Sandhu      | trap (m)                   | 19e       | kwalificatie: 19de met 116 punten (22-25-24-21-24)                                   |
| Mansher Singh              | trap (m)                   | 21e       | kwalificatie: 21ste met 115 punten (25-23-21-23-23)                                  |
| Rajyavardhan Singh Rathore | dubbeltrap (m)             | Zilver    | kwalificatie: 5de met 135 punten (46-43-46) finale: 2de met 179 punten               |
|                            |                            |           |                                                                                      |
| Anjali Bhagwat             | 10m luchtgeweer (v)        | 20e       | kwalificatie: 20ste met 393 punten (96-100-98-99)                                    |
| Suma Shirur                | 10m luchtgeweer (v)        | 8e        | kwalificatie: 7de met 396 punten (99-98-100-99) finale: 7de met 694,6 punten         |
| Anjali Bhagwat             | 50m geweer 3 houdingen (v) | 13e       | kwalificatie: 13de met 575 punten (193-193-189)                                      |
| Deepali Deshpande          | 50m geweer 3 houdingen (v) | 19e       | kwalificatie: 19de met 572 punten (194-189-189)                                      |

### Tafeltennis
| Olympiër      | Discipline    | Resultaat | Prestatie |
| ------------- | ------------- | --------- | --- |
| Sharath Kamal | enkelspel (m) | 33e       | 1ste ronde: W van ALG Boudjadja: 4-1 (11-4, 12-10, 11-6, 11-13, 11-7) 2de ronde: V van HKG Chak: 0-4 (9-11, 5-11, 9-11, 6-11) |
|               |               |           | |
| Mouma Das     | enkelspel (v) | 49e       | 1ste ronde: V van THA Komwong: 0-4 (6-11, 7-11, 3-11, 10-12)                                                                  |

### Tennis
| Olympiër                     | Discipline     | Resultaat | Prestatie |
| ---------------------------- | -------------- | --------- | --- |
| Mahesh Bhupathi Leander Paes | dubbelspel (m) | 4e        | 1ste ronde: W van USA Fish/Roddick: 7-6(5), 6-3 2de ronde: W van SUI Allegro/Federer: 6-2, 7-6(7) kwartfinale: W van ZIM Black/Ullyett: 6-4, 6-4 halve finale: V van GER Kiefer/Schüttler: 2-6, 3-6 bronzen finale: V van CRO Ančić/Ljubičić: 6-7(5), 6-4, 14-16 |

### Worstelen
| Olympiër               | Discipline  | Resultaat   | Prestatie                                                          |
| Vrije stijl            | Vrije stijl | Vrije stijl | Vrije stijl                                                        |
| ---------------------- | ----------- | ----------- | ------------------------------------------------------------------ |
| Yogeshwar Dutt         | -55kg (m)   | 18e         | groep 4: 3de V van JPN Tanabe: 3-4 V van AZE Abdullayev: 2-6       |
| Sushil Kumar           | -60kg (m)   | 14e         | groep 3: 2de V van CUB Quintanta: 0-3 W van BUL Djorev: 9-0        |
| Ramesh Kumar           | -66kg (m)   | 10e         | groep 3: 3de V van GRE Taskoudis: 8-10 W van ARM Hovhannisyan: 3-1 |
| Sujeet Maan            | -74kg (m)   | 18e         | groep 1: 3de V van JPN Obata: 0-8 V van CUB Fundora: 0-6           |
| Anuj Kumar             | -84kg (m)   | 16e         | groep 1: 3de V van IRI Khodaei: 1-5 V van JPN Yokoyama: 5-11       |
| Palwinder Singh Cheema | -120kg (m)  | 15e         | groep 1: 3de V van UZB Taymazov: 0-10 V van POL Garmulewicz: 4-6   |
| Grieks-Romeins         |             |             |                                                                    |
| Mukesh Khatri          | -55kg (m)   | 21e         | groep 6: 3de V van RUS Mamedaltyev: 0-3 V van POL Jabłoński: 0-3   |

### Zeilen
| Olympiër                  | Discipline | Resultaat | Prestatie                                                      |
| ------------------------- | ---------- | --------- | -------------------------------------------------------------- |
| Sumeet Patel Malav Shroff | 49er       | 19e       | 253 punten: (17-19-18-15-18-19-18-19-19-19-18-19-DNS-19-17-18) |

### Zwemmen
| Olympiër      | Discipline          | Resultaat | Prestatie             |
| ------------- | ------------------- | --------- | --------------------- |
| Shikha Tandon | 50m vrije slag (v)  | 40e       | serie 6: 6de in 26,08 |
| Shikha Tandon | 100m vrije slag (v) | 46e       | serie 2: 7de in 59,70 |

Afghanistan · Albanië · Algerije · Amerikaanse Maagdeneilanden · Amerikaans-Samoa · Andorra · Angola · Antigua en Barbuda · Argentinië · Armenië · Aruba · Australië · Azerbeidzjan · Bahama's · Bahrein · Bangladesh · Barbados · België · Belize · Benin · Bermuda · Bhutan · Bolivia · Bosnië en Herzegovina · Botswana · Brazilië · Britse Maagdeneilanden · Brunei · Bulgarije · Burkina Faso · Burundi · Cambodja · Canada · Centraal-Afrikaanse Republiek · Chili · China · Chinees Taipei · Colombia · Comoren · Congo-Brazzaville · Congo-Kinshasa · Cookeilanden · Costa Rica · Cuba · Cyprus · Denemarken · Djibouti · Dominica · Dominicaanse Republiek · Duitsland · Ecuador · Egypte · El Salvador · Equatoriaal-Guinea · Eritrea · Estland · Ethiopië · Fiji · Filipijnen · Finland · Frankrijk · Gabon · Gambia · Georgië · Ghana · Grenada · Griekenland · Groot-Brittannië · Guam · Guatemala · Guinee · Guinee‑Bissau · Guyana · Haïti · Honduras · Hongarije · Hongkong · Ierland · IJsland · India · Indonesië · Irak · Iran · Israël · Italië · Ivoorkust · Jamaica · Japan · Jemen · Jordanië · Kaaimaneilanden · Kaapverdië · Kameroen · Kazachstan · Kenia · Kirgizië · Kiribati · Koeweit · Kroatië · Laos · Lesotho · Letland · Libanon · Liberia · Libië · Liechtenstein · Litouwen · Luxemburg · Macedonië · Madagaskar · Malawi · Malediven · Maleisië · Mali · Malta · Marokko · Mauritanië · Mauritius · Mexico · Micronesië · Moldavië · Monaco · Mongolië · Mozambique · Myanmar · Namibië · Nauru · Nederland · Nederlandse Antillen · Nepal · Nicaragua · Nieuw-Zeeland · Niger · Nigeria · Noord-Korea · Noorwegen · Oeganda · Oekraïne · Oezbekistan · Oman · Oostenrijk · Oost‑Timor · Pakistan · Palau · Palestina · Panama · Papoea-Nieuw-Guinea · Paraguay · Peru · Polen · Portugal · Puerto Rico · Qatar · Roemenië · Rusland · Rwanda · Saint Kitts en Nevis · Saint Lucia · Saint Vincent en Grenadines · Salomonseilanden · Samoa · San Marino · Sao Tomé en Principe · Saoedi-Arabië · Senegal · Servië en Montenegro · Seychellen · Sierra Leone · Singapore · Slovenië · Slowakije · Soedan · Somalië · Spanje · Sri Lanka · Suriname · Swaziland · Syrië · Tadzjikistan · Tanzania · Thailand · Togo · Tonga · Trinidad en Tobago · Tsjaad · Tsjechië · Tunesië · Turkije · Turkmenistan · Uruguay · Vanuatu · Venezuela · Verenigde Arabische Emiraten · Verenigde Staten · Vietnam · Wit-Rusland · Zambia · Zimbabwe · Zuid-Afrika · Zuid-Korea · Zweden · Zwitserland